# Agrypon singaporense
Agrypon singaporense är en stekelart som beskrevs av Szepligeti 1906. Agrypon singaporense ingår i släktet Agrypon och familjen brokparasitsteklar. Inga underarter finns listade i Catalogue of Life.